# Biston coreibia
Biston coreibia là một loài bướm đêm trong họ Geometridae.